# عبد العزيز العتيقي
عبد العزيز محمد العتيقي (1882- 1969)، تربوي ومؤرخ وسياسي سعودي، يُعد من رواد التعليم الحديث في منطقة الخليج، وأول مسؤول إعلامي سعودي، إذ عمل في إدارة أول مديرية للمطبوعات في المملكة عام 1926، وافتتح في منزله بالمجمعة مدرسة للتعليم الحديث خلال عامي 1930-1931، وكان مستشارًا للملك فيصل عندما كان نائبًا لوالده في مكة، ثم عمل عضوًا في مجلس الشورى وسبق له أن رأس المجلس نيابةً عن الملك فيصل بن عبد العزيز قبل توليه الحكم، فيما تولى إدارة عدد من مدارس البحرين أثناء إقامته فيها منذ عام 1916، ويُعد أحد الذين أدخلوا إلى مدارسها التعليم الحديث، تنقل بين عدد من الدول العربية والإسلامية كالهند وإندونيسيا، بهدف الدعوات الإسلامية والإصلاحية، فيما أقام لفترات من حياته في كلًا من الكويت والبحرين، وتوفي في الكويت يوم 28 مارس 1969.